# Molinella
Molinella (en dialecte bolonyès: Mulinèla o La Mulinèla) és un comune (municipi) de la Ciutat metropolitana de Bolonya (antiga província de Bolonya), a la regió italiana d'Emília-Romanya, situat uns 30 km al nord-est de Bolonya.
L'1 de gener de 2018 tenia 15.642 habitants.
Limita amb els municipis de Argenta, Baricella, Budrio i Medicina.
Molinella està situat en una zona rural, a l'antiga carretera de San Donato (que en el passat connectava Bolonya amb Argenta i el seu port al Po di Primaro). El municipi és travessat pel costat nord pel riu Reno i envoltat de diversos pantans i canals.
La ciutat té una estació de tren de la línia Bolonya-Portomaggiore.

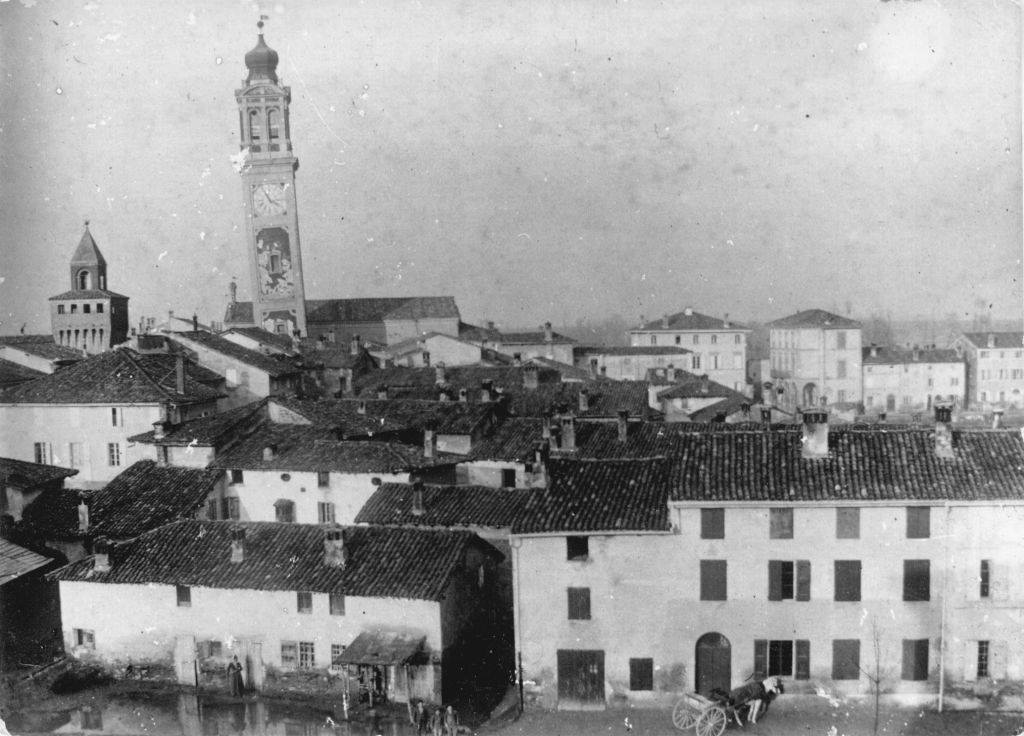
Panoràmica de Molinella el 1902, poc abans de la demolició del campanar de San Matteo

## Història
El nom Molinella prové del nom italià molino; ja que durant l'edat mitjana hi havia molts molins d'aigua a la zona.
El poble va ser fundat abans del segle xiv en un turó entre els pantans de Marmorta i Marrara i just al sud del Po di Primaro. El poble era un "lloc duaner" a la frontera entre el territori de Bolonya i el territori de Ferrara fins al segle xviii. També va ser un dels pocs accessos als transbordadors que travessaven el Po di Primaro.
Va romandre durant molt de temps com un dels pobles més aïllats de la província de Bolonya. La construcció del ferrocarril al segle xix va ser el primer pas per al desenvolupament del poble.